# Симин, Иосиф Геннадьевич
Иосиф Геннадьевич Симин (род. 28 сентября 2001) — российский и израильский самбист и дзюдоист, чемпион и призёр Кубка Европы по дзюдо среди кадетов, бронзовый призёр Кубка Европы по дзюдо среди юниоров, чемпион и призёр первенств России по самбо среди кадетов, чемпион Европы по самбо среди кадетов 2017 года, чемпион России и мира по самбо 2019 года среди юношей, чемпион России, СНГ и мира по самбо 2021 года среди юниоров, чемпион Спартакиады учащихся России 2017 года по самбо, чемпион Спартакиады молодёжи России 2021 года по самбо, 
бронзовый призёр чемпионата мира по самбо 2022 года, мастер спорта России международного класса. Выступал в полутяжёлой весовой категории (до 98 кг). Представлял спортивный клуб Самбо-70. С 2022 года выступает за Израиль. Бронзовую медаль чемпионата мира по самбо 2022 года выиграл, представляя эту страну.